# La corona partida
La corona partida es una película española de drama histórico del 2016 dirigida por Jordi Frades y protagonizada por Irene Escolar, Raúl Mérida, Rodolfo Sancho y Eusebio Poncela, entre otros. Es la secuela de la serie de televisión Isabel y la precuela de la serie de televisión Carlos, Rey Emperador.

## Sinopsis
Tras la muerte de la reina Isabel, tanto Fernando el Católico como Felipe el Hermoso luchan por sucederle. Juana, la legítima heredera al trono de Castilla, es víctima de esta situación y a todos les interesa demostrar su locura e incapacidad para gobernar.

## Recepción
La película cuenta con una calificación del público de 6.8 sobre 10 de un total de 277 votos en IMDb y una puntuación de 6.3 sobre 10 (de 1460 votos) en el portal de cine FilmAffinity.

## Reparto
| Intérprete              | Personaje                    |
| ----------------------- | ---------------------------- |
| Rodolfo Sancho          | Fernando II de Aragón        |
| Irene Escolar           | Juana I de Castilla          |
| Raúl Mérida             | Felipe I de Castilla         |
| Eusebio Poncela         | Cardenal Cisneros            |
| Ramón Madaula           | Gonzalo Chacón               |
| Jordi Díaz              | Andrés Cabrera               |
| Fernando Guillén Cuervo | Gutierre Gómez de Fuensalida |
| Úrsula Corberó          | Margarita de Austria         |
| Silvia Alonso           | Germana de Foix              |
| José Coronado           | Maximiliano I de Habsburgo   |
| Pedro Mari Sánchez      | Duque de Nájera              |
| Ramón Barea             | Duque de Alba                |
| Fernando Cayo           | Guillermo de Veyré           |
| Jacobo Dicenta          | Juan Belmonte                |
| Jesús Noguero           | Duque de Benavente           |
| Ainhoa Santamaria       | Beatriz de Bobadilla         |
| Michelle Jenner         | Isabel la Católica           |
| Carolina Lapausa        | Juana de Aragón              |
| Antonio Gil             | Contestable de Castilla      |
| Arón Piper              | Fernando de Habsburgo        |
| Moncho Sánchez-Diezma   | Secretario de Córtes         |
| David Lorente           | Doctor de la Parra           |
| Martín Castro Peña      | Monje de Cartujo             |
| Fernando Valdivielso    | Archiduque de Felipe         |
| Carlota Ferrer          | Dama de Juana                |
| Marcelo Galván          | Copero de Felipe el Hermoso  |
| Guillermo Arboleya      | Soldado de Castilla          |